# Rhazya greissii
Rhazya greissii är en oleanderväxtart som beskrevs av Vivi Laurent-Täckholm och Loutfy Boulos. Rhazya greissii ingår i släktet Rhazya och familjen oleanderväxter. Inga underarter finns listade i Catalogue of Life.